# Cambarellus patzcuarensis
Cambarellus patzcuarensis è un gambero d'acqua dolce appartenente alla famiglia Cambaridae.

## Distribuzione e habitat
Questa specie è endemica del lago Pátzcuaro, in Messico.

## Descrizione
Raggiunge una lunghezza massima di 4,5 cm.

## Alimentazione
Ha dieta onnivora: si nutre di piccoli invertebrati e alghe.

## Acquariofilia

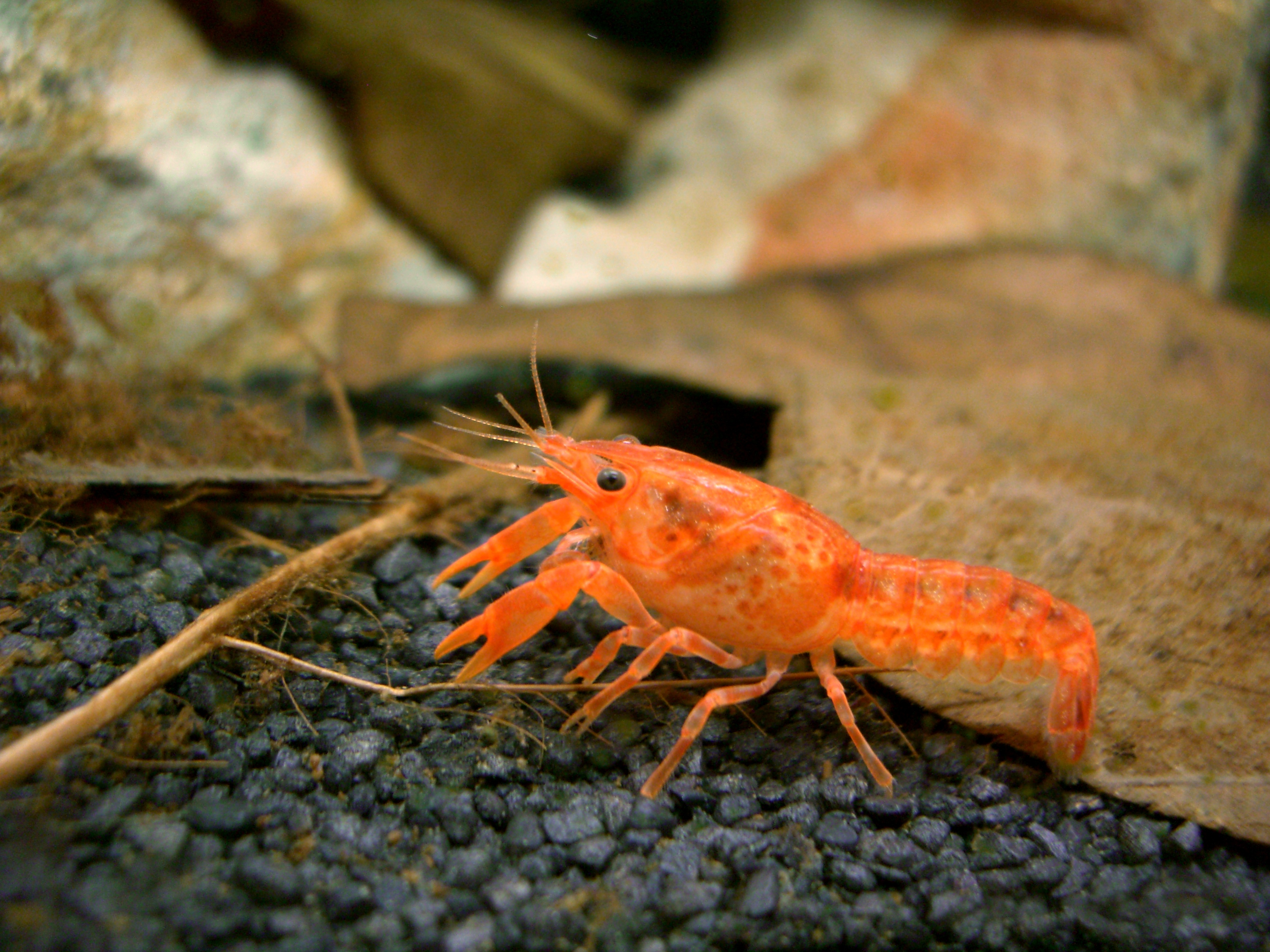
Cambarellus patzcuarensis var. Orange

Questo gambero è allevato dagli appassionati di acquariofilia. È maggiormente diffusa una varietà dalla livrea arancione squillante, frutto di selezioni riproduttive operate dagli allevatori.